# Noir de Dottignies
Noir de Dottignies is een Belgisch bier van hoge gisting.
Het bier wordt gebrouwen in Brouwerij De Ranke te Dottenijs in Henegouwen.
Het is een donkerbruin bier met een alcoholpercentage van 8,5%.